# Fran Erjavec (urednik)
Fran Erjavec, slovenski učitelj, novinar, urednik, publicist in zgodovinar, * 10. februar 1893, Vižmarje, * 2. oktober 1960, Ljubljana.

## Življenje in delo
V matični knjigi župnije Šentvida je vpisan kot Franc Erjavec. Rodil se je očetu zemljaku Francu st. in materi Mariji (rojena Sever). Erjavec se je po končanem učiteljišču v Ljubljani leta 1913 zaposlil kot učitelj v Misličah. Po končani prvi svetovni vojni se je vrnil v Ljubljano, kjer je ustanovil Slovensko posredovalnico za delo, ki je delovala do leta 1922. Leta 1924 je postal glavni urednik Ilustriranega Slovenca, od 1926 pa tudi založbe Slovenska socialna matica.
Ob okupaciji Ljubljane so ga italijanske zasedbene oblasti konfinirale v Italijo. Po koncu druge svetovne vojne je najprej živel v Rimu, nato se je preselil v Pariz, kjer je nadaljeval publicistično in raziskovalno delo, povezano s koroškimi Slovenci. Članke je objavljal predvsem v emigrantskih časopisih in revijah kot so: Meddobje in Glas Slovenske kulturne akcije v Argentini ter Katoliški glas v Združenih državah Amerike in drugih. V člankih se je ukvarjal predvsem s socialnimi in  narodnogospodarskimi problemi ter literarno zgodovino.